# انجمن پژوهش‌های روانی
انجمن پژوهش‌های روانی یا جامعه تحقیقات روانی (به انگلیسی: Society for Psychical Research)، یک سازمان غیرانتفاعی در انگلستان است. هدف اعلامی آن پژوهش دربارۀ رویدادها و توانایی‌هایی است که روحی یا فراعادی توصیف می‌شوند.
انجمن پژوهش‌های روانی به‌طور رسمی در ۲۰ فوریه ۱۸۸۲ به ریاست هنری سیجویک بنیان‌گذاری شد و نخستین نوع خود در جهان بود. حیطه پزوهش‌های آن شامل هیپنوتیزم، انفکاک، انتقال فکر، واسطه‌گری روحی، پدیده‌های رینشباخ، رؤیت اشباح و خانه‌های تسخیرشده و پدیده‌های فیزیکی مرتبط با سیانس‌ها بود.